# Kinesisk ullhandskrabba
Kinesisk ullhandskrabba (Eriocheir sinensis), även kallad bara ullhandskrabba, är en krabba som ursprungligen härstammar från Kina, men som med fartygens ballastvatten sedan början av 1900-talet spridits även till Europa och Nordamerika. Till Tyskland kom den 1912 och på 1930-talet hade den spridit sig till Sverige från Kaspiska havet. Den är ansedd som en invasiv art, då krabborna underminerar fördämningar och strandbrinkar genom att gräva gångar i dem och förstör fiskeredskap som garn och ryssjor i sina försök att komma åt den fisk som fastnat i dem. 
Till utseendet kännetecknas ullhandskrabban främst av dess håriga klosaxben och vita klospetsar. Dess ryggsköld kan nå en diameter på omkring 7,5 centimeter. Till formen är ryggskölden närmast rundad och färgen är grågrön till brunaktig. Inräknat benen är krabbans storlek upp mot 15 centimeter.
Som fullvuxen lever den kinesiska ullhandskrabban i floder, men äggläggningen sker i bräckt eller salt vatten. Larverna lever en tid i flodmynningarna, ungefär ett och ett halvt år, innan de söker sig upp i floderna. Individerna blir könsmogna vid cirka 5 års ålder och vandrar då åter ner mot flodmynningarna där fortplantningen sker. Äggläggningen sker sent på hösten och efter äggläggningen dör de fullvuxna krabborna. 
Den är ansedd vara en stor läckerhet i Kina.
Arten listas som invasiv inom EU (Havs- och vattenmyndigheten 2016). Detta innebär att det är förbjudet att byta, odla, föda upp, transportera, använda samt hålla ullhandskrabba efter den 3 augusti 2016, när förteckningen träder i kraft. Efter den 3 augusti 2017 blir det förbjudet att även sälja arter på listan.